# Capitole (theater)

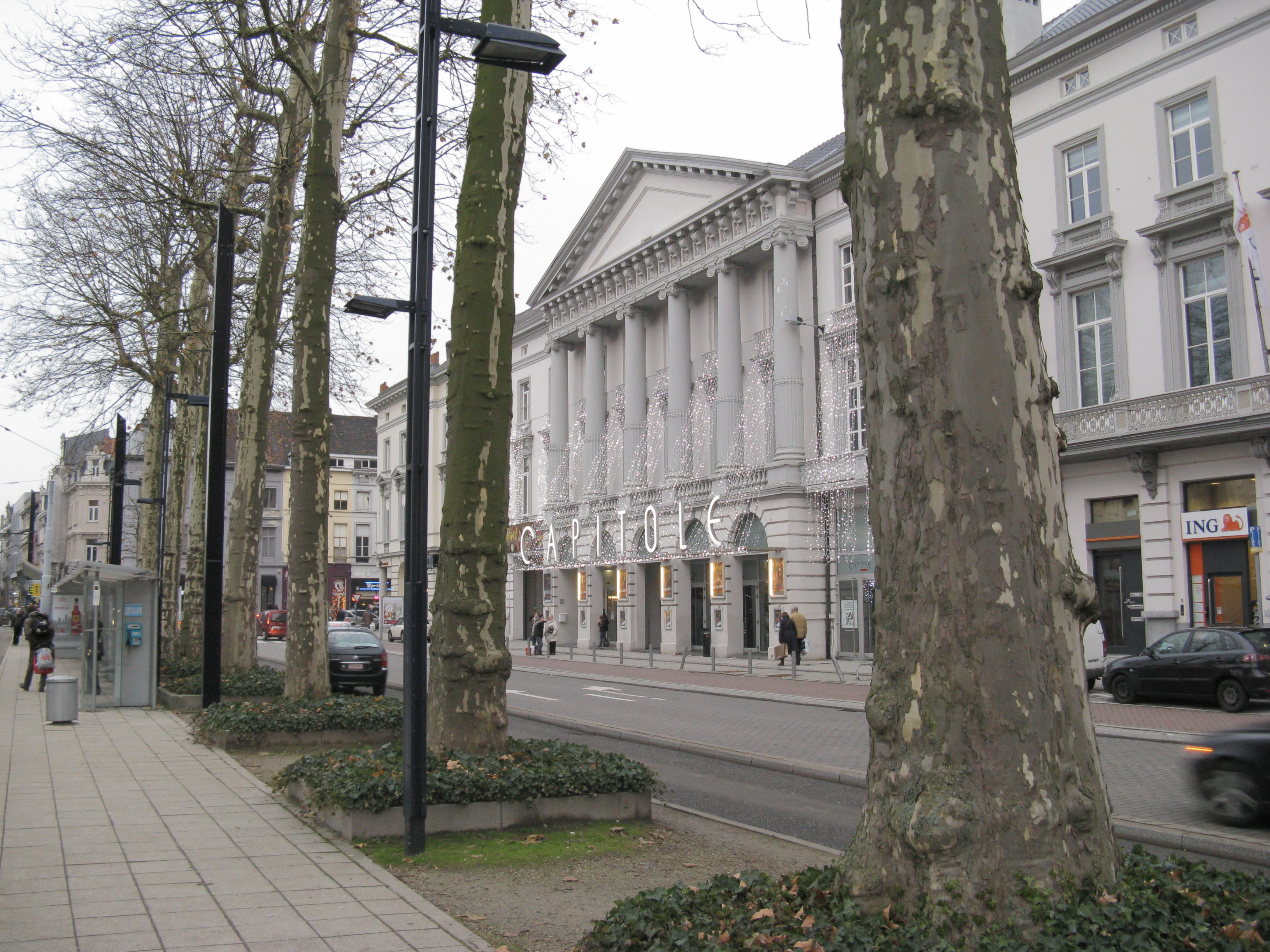
Capitole

De Capitole is een theater- en evenementenzaal in de Belgische stad Gent. Het gebouw met 1.600 zitplaatsen bevindt zich aan het Graaf van Vlaanderenplein.

## Geschiedenis
Nadat in 1837 het station Gent-Zuid was opgetrokken, werd in de jaren 1840 ten oosten van het station het Graaf van Vlaanderenplein aangelegd. Het plein kreeg rond 1850 aan de oostelijke zijde een neoclassicistische gevelwand. Achter een van die gevels werd een bioscoopzaal ingericht door Geo Henderick. Dankzij nieuwe technieken en ontwikkelingen was er een cinema nodig die dit aankon. 'Le Capitole' werd als filmzaal geopend in 1932. De zaal werd voor zijn tijd modernistisch ingericht en werd een van de grootste cinemazalen in België. Een grote scène, verlichting, toneeltoren en orkestbak lieten meerdere opstellingen toe. Onder anderen Leo Martin, Jan Kiepura, Josephine Baker, Luis Mariano maar ook Tino Rossi en Martha Eggerth traden hier op.
Later volgden nog Johnny Hallyday, Claude François, Richard Anthony, The Platters en Dalida. In 1986 doofde het cinemalicht en bleef de zaal 14 jaar leeg staan. De gevels en bedaking werd, net als de andere oostelijke gevels van het plein, in 1988 als monument beschermd.
Na een lange leegstand werd de zaal uiteindelijk gerenoveerd en gemoderniseerd door Music Hall Group en opende op 28 oktober 2001 de deuren met de première van Camelot. Vanaf dan werd de zaal een trefcentrum voor cultuur in Gent met een zaal waar optredens konden plaatsvinden. Aanvankelijk was het de bedoeling van de Music Hall Group er zijn musicals te kunnen brengen, maar ook andere theater- en muziekgroepen kwamen er over de vloer. Er werden ook vele evenementen georganiseerd. Zo onder meer de "Lord of the Dance", Eva de Roovere, Boudewijn de Groot, Art Garfunkel, Helmut Lotti en vele anderen. In de jaren die volgden gebeurden er meer renovaties en werd er een groter podium geplaatst en een backstage onder het podium. Daarnaast kwamen er vipruimtes, bars en extra repetitielokalen bij. De Capitole beschikt elk jaar over een gevuld programma, gaande van klassiek tot pop en rock, van theater, comedy tot dans.
Op 6 januari 2014 nam de Sportpaleis Group de dagelijkse leiding van Capitole Gent over van Music Hall Group. Dat de Capitole grote namen kan aantrekken is mede te danken aan het feit dat de Sportpaleis Group ook het beheer waarneemt van Vorst Nationaal in Brussel en de Stadsschouwburg in Antwerpen.